# 双方向・夜どおしナマ解説 どう読む激動の2008年
双方向・夜どおしナマ解説　どう読む激動の2008年（そうほうこう・よどおしなまかいせつ　どうよむげきどうの2008ねん）は、2007年12月28日23時から12月29日5時までNHK総合テレビジョンで放送された特別番組である。

## 概要
2006年12月28日にNHK解説委員が全員集結して、時論公論の特別編として初めてのオールナイト解説討論会「夜どおしナマ解説 どう読む2007年の日本と世界」が放送された。これが好評だったため、2007年には8月10日に第2弾「真夏の夜のナマ解説 どう読む転換期の日本」が放映された。
今回はこの夜通し生解説シリーズの第3弾となる。今回はサブタイトルに「双方向」と付けており、視聴者から寄せられたFAXによる質問・意見を交え、2007年に起きた問題点から5つの重要項目をクローズアップして検証したというものである。

## タイムテーブルとテーマ
- 28日23時から23時40分　第1部「どう読む・政治と社会」
- 28日23時40分から29日0時10分　きょうのニュース&スポーツ（ニュース・スポーツニュースのみを放送。2007年最終放送で、野村正育アナがエンディングで「ニュース&スポーツ。今週、そして今年はこれで失礼します」と発した）
- 29日0時10分から1時30分ごろ　第2部「変わる教育・どうする教育」
- 1時30分ごろから2時40分ごろ　第3部「社会保障と消費税」
- 2時40分ごろから3時50分ごろ　第4部「どう読む・世界の潮流」
- 3時50分ごろから5時　第5部「どう読む・地球温暖化」

## 出演者
- 総合司会：神志名泰裕、山田伸二、今井義典、合瀬宏毅
- 進行：兼清麻美